# Faruk Bistrić
Faruk Bistrić (ur. 1 stycznia 1958 w Sarajewie, zm. 29 kwietnia 2024) – bośniacki szachista, arcymistrz od 2003 roku.

## Kariera szachowa
Na przełomie XX i XXI wieku należał do czołówki bośniackich szachistów. W latach 1998 i 2002 wystąpił na szachowych olimpiadach, a w 1999 i 2003 – na drużynowych mistrzostwach Europy.
Do sukcesów Faruka Bistricia w turniejach międzynarodowych należą I m. w Splicie (1997), I m. w Opatii (2000, 2001, 2002),  I m. w Rijece (2001), dz. III m. w Bibinje (2001, za Gyula Saxem i Petrem Hábą, wspólnie z Tomášem Polákiem), I m. w Donji Vakuf (2001), dz. II m. w Nowym Sadzie (2001, za Sinišą Dražiciem, wspólnie z Milanem Draško) oraz II m. w Rijece (2002, za Milanem Vukiciem).
Najwyższy ranking w karierze osiągnął 1 lipca 2003 r., z wynikiem 2524 punktów zajmował wówczas 4. miejsce wśród bośniackich szachistów.